# جی-پی کونت
جی-پی کونت (J-P Conte)، همچنین معروف به جین-پیر «جی‌پی» کونت (Jean-Pierre 'JP' Conte)، تجارت‌پیشه و انسان‌دوست اهل آمریکا است که در حوزه‌های برابری آموزشی و اصلاحات و حراست از مهاجرت فعالیت داشته است. کونت رئیس و مدیر اجرائی شرکت سهام اختصاصی، گنستار کپیتال ال‌ال‌سی (Genstar Capital LLC) بوده و هنگام تصدی او دارایی تحت مدیریت این بنگاه به ۳۳ میلیارد دلار رشد نموده است. او همچنین به عنوان بانی ابتکار اصلاحات مهاجرت در نهاد هوور، دانشگاه استنفورد شناخته می‌شود، نهادی که قبلاً ریاست آن را مؤلف و اقتصاددان جمهوری‌خواه، تیم کین بر عهده داشت.

## اوایل زندگی
جین-پیر کونت در بروکلین متولد شده و در منطقه نیویورک توسط پدر و مادر مهاجر که اهل فرانسه و کوبا بودند، بزرگ شد. پدر وی پیر ای. کونت که در جریان اشغال فرانسه توسط رژیم نازی بزرگ شده بود، در وال استریت به عنوان خیاط و فروشنده لباس کار می‌کرد. پدر وی شاهد ارتکاب قساوت‌های بسیار علیه مردم فرانسه به دستان اس‌اس آلمان بود، سازمانی که ستاد آن در روبروی مدرسه او واقع شده بود، بعدها او در عمر ۱۸ سالگی به ایالات متحده مهاجرت کرد. مادر وی، ایزابیل کونت، پس از این‌که هم رژیم کمونیستی و هم رژیم‌های دیکتاتوری باتیستا را تجربه نمود، کوبا را ترک کرد و بعدتر در بروکلین مسکن گزین شد.
کونت به کار در شغل‌های با درآمد پایین پرداخت تا هزینه مدرسه و کالج خود را تأمین کند، از جمله کار کردن به عنوان پسر روزنامه فروش، پادو، پیش‌خدمت و محافظ. پس از اتمام مدرسه، کونت مدرک لیسانس خود را از دانشگاه کولگیت و مدرک مدیریت ارشد کسب‌وکار خود را زا مدرسه کسب‌وکار هاروارد به‌دست‌آورد. در رأی‌گیری الومنی اسپاتلایت (Alumni Spotlight) 2021 میلادی برای انتخاب ۱۰۰ فارغ‌التحصیل برتر مدرسه کسب‌وکار هاروارد که در امور مالی و سرمایه‌گذاری به موفقیت دست یافته‌اند، کونت در رده ۲۲ام قرار گرفت.

## حرفه
کانی قبل از این‌که در ۱۹۸۹ میلادی از مدرسه کسب‌وکار هاروارد فارغ‌التحصیل گردیده و وارد سکتور سهام اختصاصی شود، او حرفه خود را در ۱۹۸۵ میلادی با کار در بانک چیس منهتن، نیویورک سیتی آغاز کرد.
کونت در سال ۱۹۹۵ میلادی به گنستار کپیتال ال‌ال‌سی پیوست و اکنون در سِمت رئیس و مدیر اجرائی این شرکت خدمت می‌کند. در این دو وظیفه خود، او مسئول خریداری، فروش و نظارت از شرکت‌های دارای سبد سهام است. در جریان تصدی او، مقدار دارایی تحت مدیریت گنستار از ۱۰۰ میلیون دلار به ۳۳ میلیارد دلار افزایش داشته‌است. کونت در حال حاضر همچنین رئیس کنیکتوآرایکس (ConnectiveRx)، سگنانت هیلت (Signant Health) و آدوارا (Advarra) است.

## انسان‌دوستی
کمک‌های انسان‌دوستانه کونت متمرکز بر حوزه‌های برابری آموزشی، علوم اعصاب، پایداری و حراست و آزادی مدنی است. کونت در ۲۰۱۷ میلادی بنیاد خانواده جی-پی کونت را بنیان‌گذاری نمود که هدف آن «بهبود برابری آموزشی برای جوانان، حفاظت از محیط زیست و پاسداری آزادی» است.
پس از این‌که پدر وی، پیر کونت، در ۲۰۱۷ میلادی بر اثر بیماری پارکینسون درگذشت، کونت حمایت‌های مالی انسان‌دوستانه خود را به‌سوی تأمین مالی و ترویج پژوهش در بخش اختلالات عصبی-مخرب بیشتر ساخت. در ۲۰۱۸ میلادی، بنیاد خانواده جی-پی کونت به دانشکده علوم اعصاب دانشگاه کالیفرنیا، سان‌فرانسیسکو (UCSF) وعده حمایت مالی داد. کونت همچنین عضو هیئت مرکز سلامتی کالیفرنیا پاسیفیک (California Pacific Medical Center) است.
کونت عضو هیئت مدیره پیپروود پریزرو (Pepperwood Preserve) بوده و از کار این سازمان برای محافظت و حفظ از محیط زیست در سونوما حمایت مالی فراهم نموده‌است. کونت همچنین عضو هیئت مدیره صندوق توسعه پان امریکن (Pan American Development Fund) است، سازمانی که هدف آن فراهم نمودن آموزش و فرصت برای جوامع مستمند در کشورهای آمریکای لاتین و کارائیب است.
در ۲۰۱۵ میلادی، کونت یکی از اهداکنندگان پیشتاز در بی لایتس (the Bay Lights) بود؛ پروژهٔ ۸ میلیون دلاری برای چراغانی کردن پل خلیج سان‌فرانسیسکو از طریق نصب چراغ‌های دائمی در سیم‌های پل. در ۲۰۱۷ میلادی، کونت بخشی از گروه سرمایه‌گذاران سهام اختصاصی بود که ۲۵ میلیون دلار اعانه جمع‌آوری کردند تا به پورتوریکو برای بهبود از تندباد دریایی که این جزیره را در سپتامبر همان سال ویران کرده بود، کمک نمایند.

## دیدگاه‌های سیاسی و دادخواهی
هرچند کونت عضویت هیچ‌یک از احزاب سیاسی ایالات را ندارد یا از هیچ‌کدام آن‌ها حمایت نمی‌کند، اما او از آنچه که خود «ارزش‌های آمریکایی و استثناگرایی» می‌نامد، حمایت می‌کند.
کونت در هیئت ناظران نهاد هوور خدمت نموده و گروه کاری کونت برای اصلاحات مهاجرت را تأسیس کرد. این گروه کاری که به‌طور مشترک توسط ادوارد لازار و تیم کین مدیریت می‌گردد، به این هدف تأسیس شده‌است تا «با فراهم نمودند ایده‌های مبتکرانه و داده‌های اقتصادی که اثبات می‌کند مهاجرین برای ایالات متحده همانند پیستون رشد اقتصادی بوده‌اند و خواهند بود، سیاست‌های مرتبط با مهاجرت را بهبود بخشد».
کونت همواره در یک سطح وسیع از نهاد هوور حمایت مالی می‌نماید و اظهار داشته‌است که «به باور وی، تحصیلات عالی قوی‌ترین نرده‌بان برای موفق شدن در یک جامعه سرمایه‌داری است».

## زندگی شخصی
کونت با چهار فرزند خود، ویلیام، پیتر، لویسا و سوفیی در کالیفرنیا زندگی نموده و همواره به سفر می‌رود، او در مصاحبه‌ای در ۲۰۱۸ میلادی اظهار داشت که «به عقیده من، بخشی از مأموریت شما به عنوان والدین این است که فرزندان تان را با جهان و فرهنگ‌های مختلف آشنا سازید». او در اوقات فراغت خود از انجام دوچرخه‌سواری، قایقرانی، اسکی و پیاده‌گردی با خانواده و دوستان لذت می‌برد.